# Liste der Bodendenkmale in Stauchitz
In der Liste der Bodendenkmale in Stauchitz sind die Bodendenkmale der Stadt Stauchitz und ihrer Ortsteile nach dem Stand der Auflistung von Harald Quietzsch und Heinz Jacob aus dem Jahr 1982 aufgelistet. Eventuelle Änderungen und Ergänzungen, insbesondere aus der Zeit nach der Wende, sind nicht berücksichtigt, da für Sachsen aktuell keine neueren allgemein zugänglichen Bodendenkmallisten vorliegen. Die Baudenkmale sind in der Liste der Kulturdenkmale in Stauchitz aufgeführt.
| Denkmal-ID | Fundart            | Ortsteil  | Bezeichnung                             | Zeitstellung  | Lage | Bemerkungen                                                                                               | Bild |
| ---------- | ------------------ | --------- | --------------------------------------- | ------------- | --- | --- | ---- |
| ?          | Befestigung > Burg | Pöhsig    | Wasserburg                              | Mittelalter   | nordöstlich des Orts, in der Aue südlich des Mehltheuerbachs, auf dem Gebiet der Gemarkungen Pöhsig und Gleina      | vollständig eingeebnet, unterirdisch erhalten, Schutz seit 30. September 1937, erneuert 12. November 1957 |      |
| ?          | Befestigung > Burg | Ragewitz  | Wasserburg                              | Mittelalter   | im Ort, südlicher Gutsbereich                                                                                       | durch Herrenhaus überbaut, Grabenbefestigung oberflächlich eingeebnet, Schutz seit 11. November 1966      |      |
| ?          | Befestigung > Burg | Staucha   | Wallanlage                              | Slawenzeit?   | im Ort, Bereich des Kirchbergs                                                                                      | Befestigung beseitigt, Schutz seit 1937, erneuert 12. November 1957                                       |      |
| ?          | Befestigung > Burg | Stauchitz | Wallanlage „Burgberg“                   | Slawenzeit    | westsüdwestlich des Orts, zwischen Straße und Niederung der Jahna, auf dem Gebiet der Gemarkungen Stauchitz und Hof | verebneter Ringwall in Niederungslage, Schutz seit 15. Juni 1973                                          |      |
| ?          | besonderer Stein   | Steudten  | Monolithisches Einzeldenkmal „Huthübel“ | Jungsteinzeit | südöstlich des Orts, Kuppe des Huthübels                                                                            | Erdhügel mit zentral aufgerichteter Steinsäule, Schutz seit 30. August 1935, erneuert 11. November 1966   |      |
| ?          | Befestigung > Burg | Stösitz   | Wasserburg                              | Mittelalter   | nordöstlich des Orts, unmittelbar südwestlich von Plotitz, Bachniederung                                            | Insel mit umlaufendem Ringgraben, Schutz seit 5. Mai 1938, erneuert 12. November 1957                     |      |